# Fred Apostoli
Alfredo „Fred” Apostoli (ur. 2 lutego 1913 w San Francisco, zm. 29 listopada 1973 tamże) – amerykański bokser, zawodowy mistrz świata kategorii średniej.
Miał trudne dzieciństwo. Matka zmarła, gdy miał siedem lat, a ojciec nie był w stanie utrzymać go i jego rodzeństwa. Mieszkał najpierw z babką, a potem w sierocińcu. W wieku 15 lat przeniósł się na farmę kurczaków, a potem powrócił do San Francisco. Pracował jako tynkarz, jubiler i windziarz.
Rozpoczął karierę boksera zawodowego w 1934. Po wygraniu pierwszych sześciu walk zmierzył się w 1935 z dużo bardziej doświadczonym Freddiem Steelem, który rok później został mistrzem świata, i przegrał przez techniczny nokaut w 10. rundzie. Potem znów odnosił zwycięstwa. W 1936 pokonał m.in. Eddiego Babe Risko i Lou Brouillarda. W 1937 przegrał z Kenem Overlinem i dwukrotnie pokonał Solly'ego Kriegera.
23 września 1937 w Nowym Jorku odbyła się gala bokserska zorganizowana przez Mike'a Jacobsa, nazwana Carnival of Champions, podczas której cztery walki były reklamowane jako pojedynki o tytuł mistrza świata. Apostoli zmierzył się z Francuzem Marcelem Thilem, który był mistrzem świata wagi średniej uznawanym przez organizację IBU. Ponieważ NYSAC uznawała Freddiego Steele'a za mistrza, obaj pięściarze podpisali oświadczenie, że nie walczą o mistrzostwo. Apostoli zwyciężył przez techniczny nokaut w 10. rundzie.
7 stycznia 1938 w Nowym Jorku Apostoli zrewanżował się Steele'owi za wcześniejszą porażkę, wygrywając z nim w walce towarzyskiej przez techniczny nokaut w 9. rundzie. Następnie pokonał 4 lutego, również w Nowym Jorku, Glena Lee na punkty. 22 lutego w San Francisco uległ Young Corbettowi III, który po tej walce został uznany za mistrza świata przez stan Kalifornia. 1 kwietnia ponownie pokonał na punkty Glena Lee. Po tym zwycięstwie został uznany za mistrza świata przez NYSAC. 18 listopada tego roku zrewanżował się za porażkę Young Corbettowi III, wygrywając z nim w Nowym Jorku przez techniczny nokaut w 8. rundzie.
6 stycznia i 10 lutego 1939 w Nowym Jorku Apostoli walczył z mistrzem świata w wadze półciężkiej Billym Connem, ale oba razy przegrał na punkty. 28 tego roku sierpnia w Pittsburghu ponownie pokonał w towarzyskiej walce Glena Lee, a 2 października w Nowym Jorku stracił mistrzostwo świata po przegranej przez nokaut w 7. rundzie z Ceferino Garcią.
W 1940 Apostoli m.in. wygrał i przegrał z Melio Bettiną oraz został pokonany przez Tony'ego Zale'a. W 1941 walczył tylko 3 razy (wszystkie pojedynki wygrał), a w 1942 cztery razy, trzykrotnie wygrywając i remisując z Kenem Overlinem.
Później służył w United States Navy, jako artylerzysta na lekkim krążowniku USS Columbia. Brał udział w walkach na Pacyfiku. Za swe zasługi został wybrany bokserem roku 1943 przez magazyn The Ring. Za swą służbę otrzymał Brązową Gwiazdę.
Powrócił do uprawiania boksu w 1946. wygrał kolejnych 13 walk w 1946 i 1947, a w 1948 poniósł porażkę z Earlem Turnerem i zakończył karierę bokserską.
Zmarł w 1973. Został wybrany w 2003 do Międzynarodowej Bokserskiej Galerii Sławy.